# Chihuahuakorp
Chihuahuakorp (Corvus cryptoleucus) är en amerikansk fågel i familjen kråkfåglar inom ordningen tättingar. Den förekommer i sydvästra USA till norra Mexiko.

## Utseende och läten

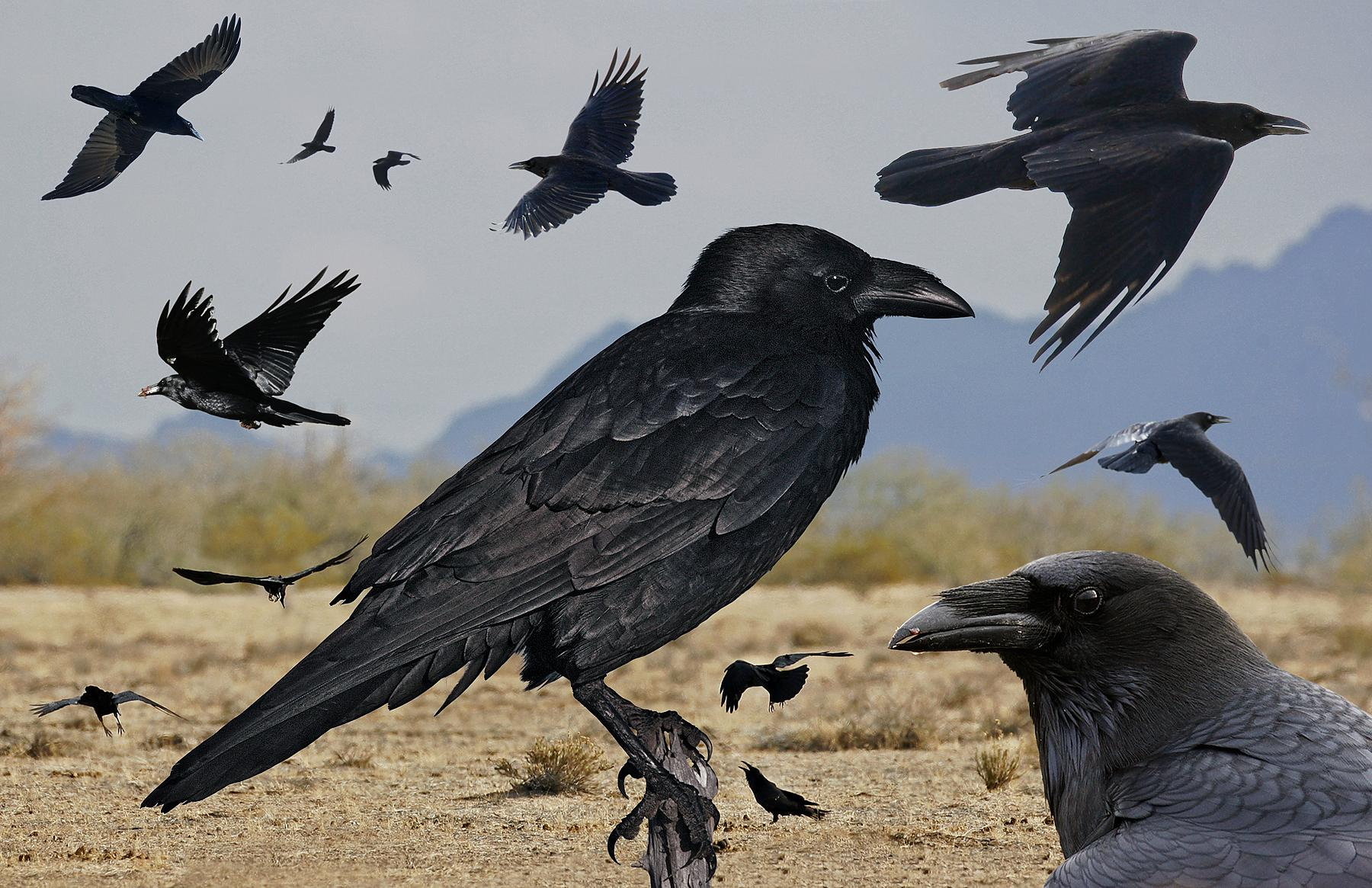
Collage med bilder på chihuahuakorp.

Chihuahuakorpen är en rätt stor (46–53 cm), helsvart kråkfågel som på flera sätt är intermediär mellan de båda övriga vida spridda Corvus-arterna i Nordamerika, korp och amerikansk kråka. Den är tydligt mindre än korpen, med kortare näbb, vingar och stjärt men längre näsborst. Artkarakteristiskt är vitt längst in på nackfjädrarna, men det kan vara svårt att se. Lätet skiljer sig också från korpen, ett hest kråkliknande och stigande "graak".

## Utbredning
Fågeln förekommer från sydvästra USA till centrala Mexiko, I USA hittas den i sydöstra Colorado och från sydöstra Arizona, södra och östra New Mexico och södra Kansas söderut till västra Oklahoma samt västra och södra Texas. Vidare ses den i Mexiko söderut till nordvästra och nordcentrala Sonora, nordöstra Jalisco, Guanajuato, nordvästra Hidalgo, Nuevo León och centrala Tamaulipas. Den övervintrar i hela häckningsområdet, men även i nordvästra och centrala Mexiko, utmed nordvästra kusten och söderut till Guadalajara och Michoacán.

## Systematik
Flera genetiska studier visar att chihuahuakorpen faktiskt är inbäddad i arten korp, systergrupp till kaliforniska korpar. De skilde sig åt för mellan 1,1 och 0,6 miljoner år sedan, tydligt senare än den kaliforniska korpen skilde sig från övriga korppopulationer. Idag beter de sig som biologiskt åtskilda arter, medan de båda korppopulationerna hybridiserar brett. Chihuahuakorpen behandlas som monotypisk, det vill säga att den inte delas in i några underarter.

## Levnadssätt
Chihuahuakorpen hittas i torra gräsmarker och buskområden, vanligen i låglänta områden men inte i bergstrakter där korpen ersätter. Den ses i par eller smågrupper, men kan samlas i hundratal där tillgången på föda är stor. Liksom många andra kråkfåglar är den en allätare. Den bygger bo i april i norra delen av utbredningsområdet, i Mexiko tidigare. Äggläggning sker vanligen i maj.

## Status och hot
Arten har ett stort utbredningsområde och det finns inga tecken på vare sig några substantiella hot eller att populationen minskar. Utifrån dessa kriterier kategoriserar IUCN arten som livskraftig (LC).